# Mazeyrat-d’Allier
Mazeyrat-d’Allier – miejscowość i gmina we Francji, w regionie Owernia-Rodan-Alpy, w departamencie Górna Loara.
Według danych na rok 1990 gminę zamieszkiwały 1153 osoby, a gęstość zaludnienia wynosiła 26 osób/km² (wśród 1310 gmin Owernii Mazeyrat-d’Allier plasuje się na 187. miejscu pod względem liczby ludności, natomiast pod względem powierzchni na miejscu 66.).